# 伯德特离补
伯德特离补，金朝将领。奚五王族人，伯德氏，挞不也的儿子。
伯德特离补在辽朝担任御院通进。金太宗天会初年，随父归降金朝。授世袭谋克，挞不也后以京兆尹致仕。特离补奉命招降松山、平州、蓟州未附军民，督理耕作。天会三年（1125年），跟随完颜宗望攻北宋，为军马猛安（千户长），与诸将攻取保州、遂州、安州三州。攻打安肃军，击败宋朝河间、雄、保等援兵，克城。摄通判事，降将胡愈结众谋乱，他率兵擒拿。改任同知安肃州事、同知磁州事，领磁州、相州二州屯兵，镇压二州反金义军。历任滨州刺史、涿州刺史。入朝为工部郎中，跟随尚书右丞张浩营缮东京（今辽宁省辽阳市）宫室。摄行六部事，升任大理卿，出任同知东京留守。完颜亮天德三年（1151年），再任大理卿，同知南京（今开封市）留守。改洺州防御使，升任崇义军节度使。不久，告老辞官后归田里，去世。